# Unicer

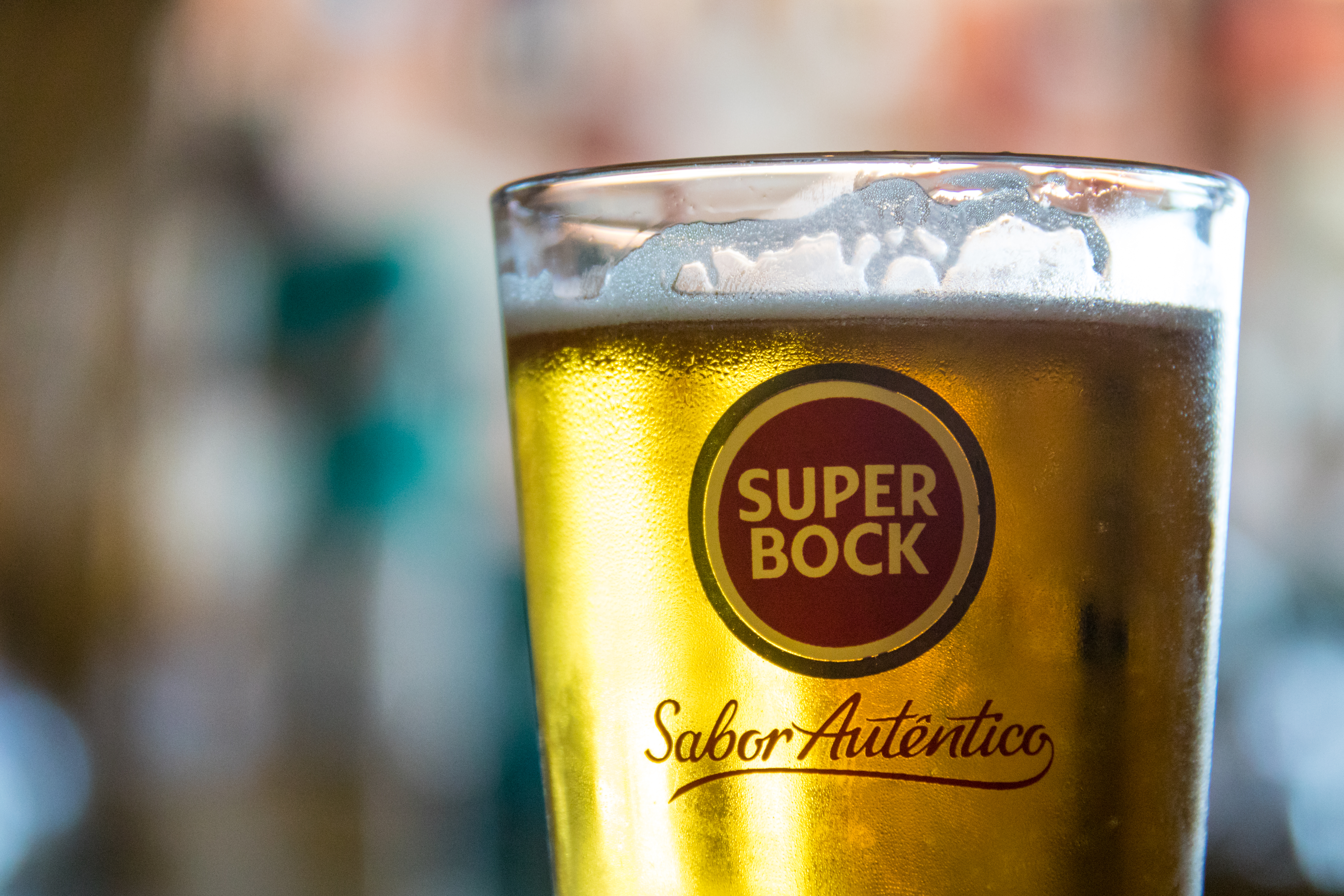

Unicer (voluit: Unicer – Bebidas de Portugal, SGPS, S.A.) is een Portugees bedrijf actief in de drankensector, hoofdzakelijk bier en flessenwater, maar ook cider, wijn en frisdranken. Het is het grootste Portugese drankenbedrijf. De hoofdzetel bevindt zich in Leça do Balio, een voormalige deelgemeente (freguesia) van Matosinhos, waar een grote moderne brouwerij in 2015 in gebruik is genomen. Het bekendste biermerk van Unicer is Super Bock.

## Geschiedenis
Unicer ontstond in 1975, na de Anjerrevolutie, toen de Portugese regering vijf brouwerijen en drankenfabrikanten, waaronder het conglomeraat CUFP (Companhia União Fabril Portuense das Fábricas de Cerveja e Bebidas Refrigerantes), nationaliseerde. CUFP was in 1890 opgericht en omvatte zeven bedrijven. Na de nationalisatie werd de sector hervormd en in 1977 verdeeld in twee staatsbedrijven, Unicer (União Cervejeira, met CUFP als onderdeel) en Sociedade Central de Cervejas (SCC).
Nadat Portugal toetrad tot de EEG werden deze bedrijven stapsgewijs geprivatiseerd. Na een eerste gedeeltelijke privatisatie in 1989 behield de Portugese staat 51% van de aandelen. In 1990 werden die verkocht en was de privatisatie compleet.
In 2000 werd de naam veranderd van Unicer - União Cervejeira, SA in  Unicer - Bebidas de Portugal, SA, om aan te geven dat het bedrijf meer dan alleen bier verkocht. Unicer werd een overkoepelende holding van verschillende ondernemingen. De activiteiten werden uitgebreid naar onder meer koffie, wijn, minerale waters en ook de toeristische sector. Unicer is bijvoorbeeld eigenaar van Vidago Palace Hotel, een luxehotel met eigen golfterrein en mineraalbronnen in Vidago. De bierproductie werd gecentraliseerd in Leça do Balio, waar in 2015 een nieuw industrieel complex in gebruik werd genomen.

## Actueel
Unicer is tegenwoordig voor 56% in handen van de Portugese groep VIACER en voor 44% van de Carlsberggroep. Unicer brouwt Carlsberg voor de Portugese markt.
Unicer is internationaal actief en exporteert bier en dranken naar meer dan 30 landen, vooral in de rest van Europa en Angola, maar ook naar onder meer Brazilië en de Verenigde Staten. In 2012 werd ongeveer 40% van de drankenproductie geëxporteerd.

## Bieren
- Super Bock (verschillende variëteiten)
- Super Bock selecção 1927 (verschillende variëteiten)
- Cristal
- Cheers (alcoholarm bier)
- Carlsberg